# Key lime pie

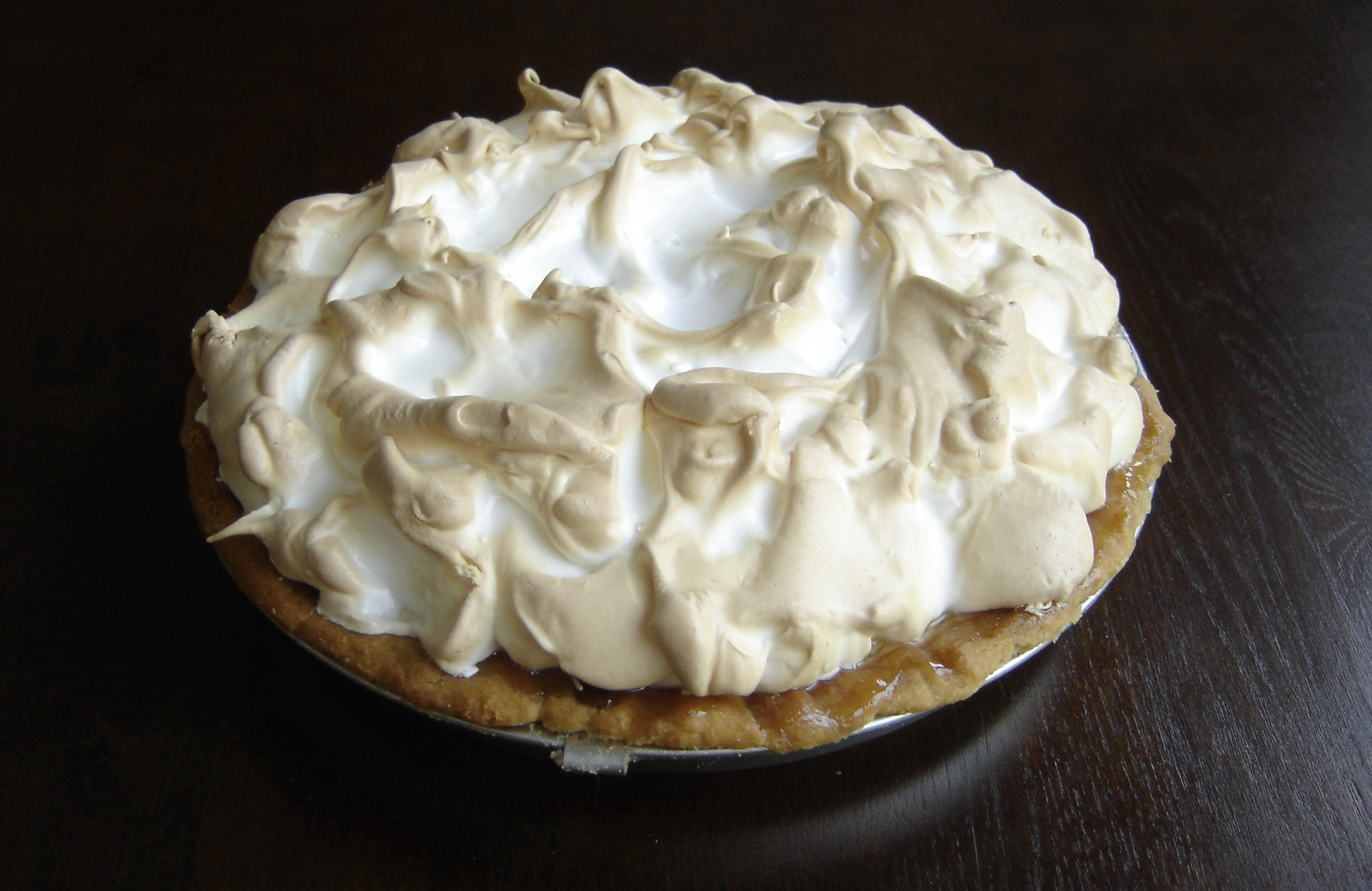
Key lime pie.

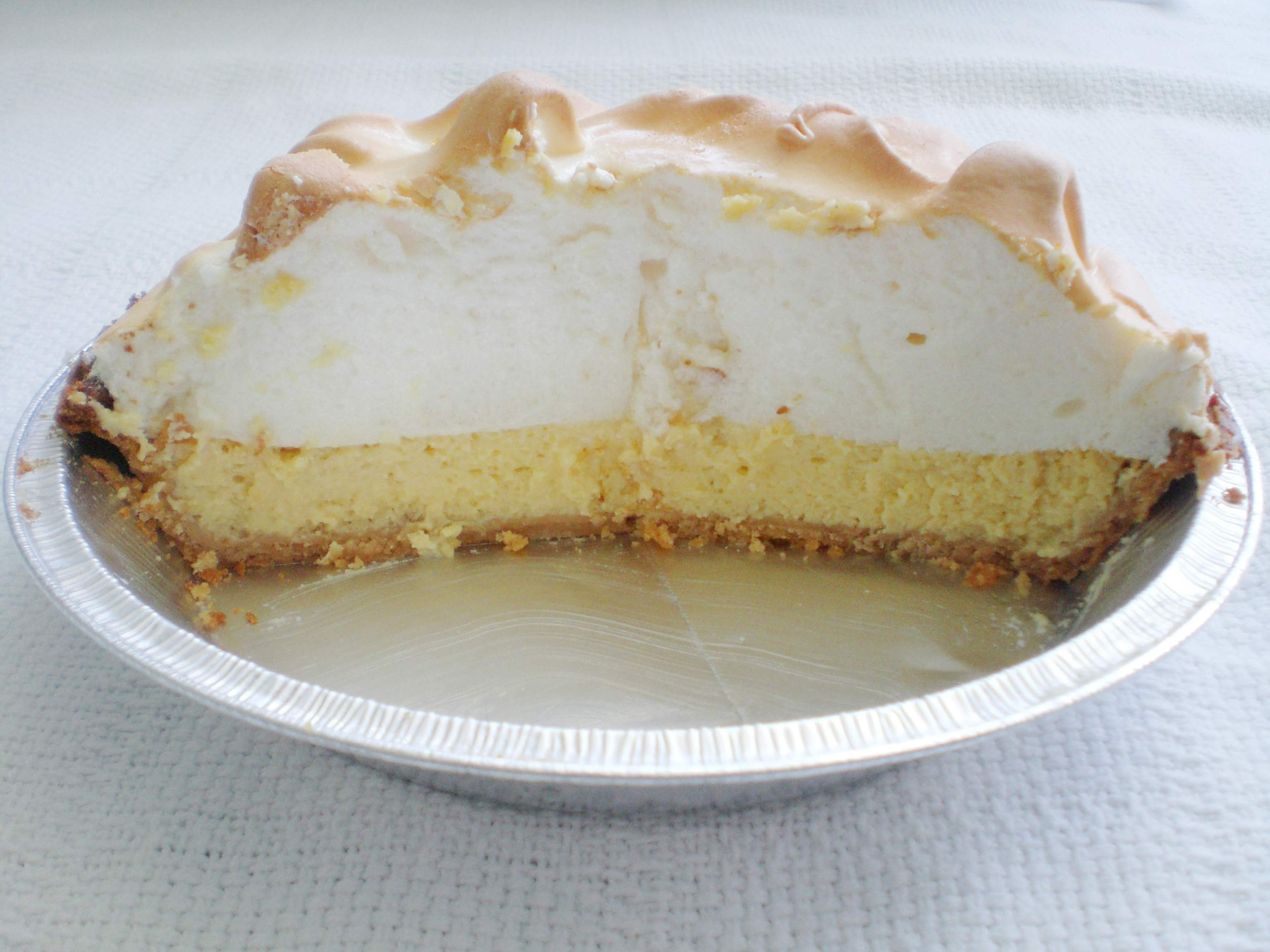
Découpe de la tarte.

La Key lime pie (« tarte au citron vert ») est un dessert américain réalisé à base de jus de limes, d'œufs et de lait concentré que l'on pose sur une pâte à tarte. Le dessert traditionnel est recouvert d'une couche de meringue faite à base de blancs d'œufs battus. Son nom provient de la région des Keys au sud de la Floride où le fruit est cultivé. 
L'utilisation du lait concentré vient du fait que dans le passé le lait frais n'était pas très présent dans le sud de Floride (où le climat est tropical) avant l'arrivée des premiers réfrigérateurs.
Le jus de la lime est jaunâtre tout comme le jaune d'œuf ce qui donne cette coloration à la tarte. Certaines recettes ajoutent des colorants à la préparation en vue de donner une coloration verte mais cela n'est pas apprécié des puristes de la tarte traditionnelle,. Durant le mélange de la préparation, l'acidité de la lime réagit avec le lait qui caille naturellement.
Depuis le 1er juillet 2006, la tarte est un des symboles officiels de la Floride.

## Référence dans la pop culture

### Série
- Dexter: Dans l'épisode 7 de la saison 3, Camilla demande à Dexter de lui trouver le parfait Key lime pie.

- Frasier: Dans l'épisode 17 de la saison 9, le deuxième "blind date" de Frasier lui apporte une Key lime pie qu'il finira par manger seul avec son père.